# Ismael Fernández de la Cuesta
Ismael Fernández de la Cuesta y González de Prado (Neila, Burgos, 1 de diciembre de 1939) es un investigador, musicólogo, intérprete, promotor y divulgador de la música española.

## Biografía
Como intérprete está en posesión de importantes premios y galardones internacionales, mientras que como investigador de la música ha publicado casi veinte libros y en tomo a un centenar de artículos. En su faceta de gestor de la música ha sido Presidente de la Sociedad Española de Musicología y Presidente del Comité organizador del XV Congreso de la Sociedad Internacional de Musicología, entre otros cargos relevantes. Es Académico de número de la Real Academia de Bellas Artes de San Fernando y catedrático del Real Conservatorio Superior de Música de Madrid. En enero de 2011 el Consejo de Ministros de España le concedió la Gran Cruz de Alfonso X el Sabio